# جنگ کودکانه
جنگ کودکانه فیلمی به کارگردانی و نویسندگی ابوالقاسم طالبی ساختهٔ سال ۱۳۸۳ است.

## بازیگران
- سلیمه رنگزن
- یلدا قشقایی
- فؤاد احمدی صابر
- علیرضا کمالی
- عباس آمدی
- امیر گیتی یان
- سعید قائمی
- سیدعباس سعیداوی
- اسماعیل عموری
- رحیم حریبی
- فرزانه ارسطو
- محسن امیری
- حسن نانکلی اهورا
- توفیق مقدم
- آزاده احمدیان
- سیدحسین موسوی نجفی
- قاسم مرانی پور
- مریم میر حسینی